# Брёховская (Московская область)
Брёховская — деревня в муниципальном округе Егорьевск Московской области России. 

## География
Деревня Брёховская расположена в северо-западной части муниципального округа Егорьевск, примерно в 5 километрах к югу от города Егорьевск. В 1 километре к югу от деревни протекает река Берёзовка. Высота над уровнем моря 178 метров.

## Название
На картах деревня обозначена как Брёховская дача или посёлок Лесной.

## История
В конце XIX века егорьевский купец Брёхов построил здесь дачу для загородного отдыха. После революции 1917 года дачу у наследников Брёхова отобрали. На карте-километровке 1941 года в населённом пункте «Брёховская Дача» отмечена школа и 8 хозяйств. 
До 2006 года Брёховская входила в состав Колычевского сельского округа Егорьевского района.
До 2015 года входила в состав городского поселения Егорьевск.
В 2015 году вошла в состав городского округа Егорьевск, образованного в том же году путем упразднения Егорьевского района и объединения всех его поселений в единый городской округ.

## Демография
Население — 41 человек (2010).
| 2006 | 2010 |
| ---- | ---- |
| 56   | ↘41  |